# Sōma
Pour les articles homonymes, voir Soma.
Sōma (相馬市, Sōma-shi) est une municipalité ayant le statut de ville dans la préfecture de Fukushima, au Japon.

## Géographie

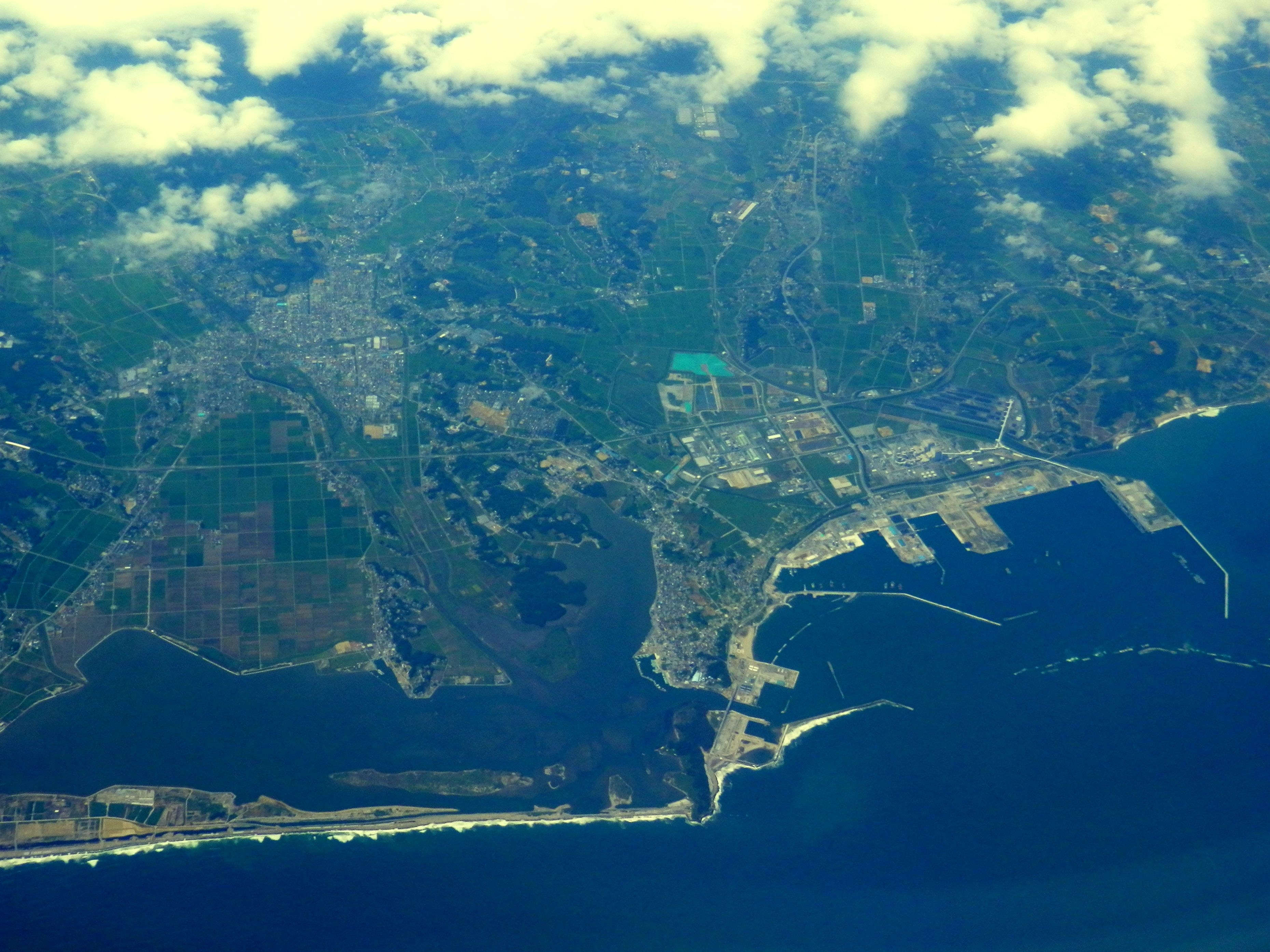
Vue aérienne de la ville.

### Situation
Sōma est située dans le nord-est de la préfecture de Fukushima, bordée par l'océan Pacifique à l'est et le plateau d'Abukuma à l'ouest.

### Démographie
En novembre 2022, la population de la ville de Sōma était de 33 424 habitants répartis sur une superficie de 197,79 km2.

### Climat
Sōma a un climat subtropical humide caractérisé par des étés doux et des hivers froids avec de fortes chutes de neige. La température moyenne annuelle à Soma est de 12,6 °C. La pluviométrie annuelle moyenne est de 1 260 mm, septembre étant le mois le plus humide.

## Histoire
La région actuelle de Sōma faisait partie de l'ancienne province de Mutsu et est peuplée depuis au moins la période Jōmon. Pendant l'époque d'Edo, la région s'est développée en tant que ville-château du domaine de Sōma. Avec l'établissement du système de municipalités modernes, la région a été organisée en un certain nombre de bourgs et de villages. Le 31 mars 1954, le bourg de Nakamura fusionne avec sept villages voisins  pour former l'actuelle ville de Sōma.
Le 11 mars 2011, la partie côtière de Sōma est touchée par le tsunami consécutif au séisme de 2011 de la côte Pacifique du Tōhoku. Le tsunami a pénétré jusqu'à environ 4 km à l'intérieur des terres.

## Culture locale et patrimoine
La région de Sōma est réputée pour ses chevaux. Tous les ans, du 22 au 25 juillet, s'y déroule le Sōma nomaoi (相馬野馬追, littéralement « chasse aux chevaux sauvages de Sōma ») autour des sanctuaires Ōta (太田神社, Ōta jinja) et Odaka (小高神社, Odaka jinja) à Minamisōma, et du sanctuaire Nakamura (中村神社, Nakamura jinja) à Sōma. Il s'agit d'un spectacle équestre regroupant 500 cavaliers en tenue médiévale.
À la suite de l'accident nucléaire de Fukushima, l'édition 2011 est très réduite, faute de chevaux. Le nomaoi reprend dès 2012 grâce à la décontamination des sols et avec la venue de chevaux d'autres régions.[Passage à actualiser]

## Transports
Sōma est desservie par la ligne Jōban de la JR East.